# Sławomir Kadulski
Sławomir Kadulski – polski biolog specjalizujący się w parazytologii i zoologii.

## Życiorys
Absolwent Biologii Uniwersytetu Mikołaja Kopernika. W 1967 roku został zatrudniony na stanowisku asystenta w Wyższej Szkoły Pedagogicznej w Gdańsku. Współtworzył podstawy Katedry Zoologii WSP, potem Zoologii Bezkręgowców Uniwersytetu Gdańskiego i Pracowni Parazytologii i Zoologii Ogólnej (1991–2012). Habilitował się 1 stycznia 1989 roku na Wydziale Biologii, Geografii i Oceanologii Uniwersytetu Gdańskiego na podstawie pracy Występowanie stawonogów pasożytniczych na łownych Lagomorpha i Artiodactyla Polski - próba syntezy. Zatrudniony był jako profesor w Instytucie Biologii Wydziału Biologii, Geografii i Oceanologii UG oraz jako profesor nadzwyczajny na Katedrze Zoologii Bezkręgowców, a potem Katedrze Zoologii Bezkręgowców i Parazytologii Wydziału Biologii Uniwersytetu Gdańskiego. Otrzymał ostatecznie stanowisko profesora emerytowanego. W 2013 roku przeszedł na emeryturę.
Jest autorem 88 publikacji, w tym 55 publikacji recenzowanych. Zajmuje się akarologią i entomologią parazytologiczną. Specjalizuje się w badaniach nad systematyką i ekologią wszy i wszołów oraz kleszczowatych, pasożytujących na zwierzętach łownych, głównie ssakach z rodziny jeleniowatych i z rzędu zajęczaków. W 1996 roku opisał z Joanną Izdebską nowy gatunek nużeńca, Demodex bisonianus.
Członek Zarządu i wiceprzewodniczący Oddziału Gdańskiego Polskiego Towarzystwa Parazytologicznego, członek Rady Naukowej Instytutu Parazytologii PAN (1993–1996).
Mąż prof. Ireny Kadulskiej, literaturoznawczyni i historyk teatru, z którą w 2017 roku obchodzili swoje 50-lecie zawarcia związku małżeńskiego.

## Odznaczenia
- Złoty Krzyż Zasługi[2]
- Medal za Długoletnie Pożycie Małżeńskie (2017)[6]
- Medal Komisji Edukacji Narodowej[2]

## Nagrody
- Nagroda Gdańskiego Towarzystwa Naukowego dla młodych pracowników nauki Wybrzeża za pracę Pasożyty zewnętrzne ssaków łownych Polski z rodziny Cervidac i Suidac (1973)[7]